# Vengono a portarci via ah! aah!/Don Chisciotte
Vengono a portarci via ah! aa!/Don Chisciotte è il primo singolo de I Balordi.

## Il disco
Il brano Vengono a portarci via ah! aah! è una cover in italiano della canzone They're Coming to Take Me Away, Ha-Haaa! del cantante e disc jockey americano Napoleon XIV e compare anche nell'album Napoleon Complex?.
Nel lato B del disco c'è la canzone Don Chisciotte.

## Tracce
1. Vengono a portarci via ah! aah! (Cover di They're Coming to Take Me Away, Ha-Haaa!) – 2:20 (testo: Luciano Giacotto – musica: N. Bonaparte)
2. Don Chisciotte – 2:56 (Gianni Muratori, Luciano Giacotto e Pierpaolo Adda)